# زنده در پراگ
زنده در پراگ (به انگلیسی: Live in Praha) ویدئو کنسرت زنده ردیوهد در جمهوری چک، پراگ در سال ۲۰۰۹ است.
ویدئو توسط حاضران در کنسرت فیلمبرداری شد و سپس توسط اعضای گروه و هواداران به دقت در کنار یکدیگر چیده شدند. ردیوهد صدای اصلی و ضبط شده خودشان از کنسرت را برای کیفیت بیشتر بر روی ویدئو قرار دادند.
ویدئو به صورت مجانی و به صورت دیجیتال در فرمت‌های مختلف در اختیار عموم قرار گرفت و این قسمتی از پروژه «اکیداً نه برای فروش» در جهت اشتراک گذاری مجانی تلقی می‌شود.

## لیست اجرا
1. 15 Step
2. There There
3. Weird Fishes/Arpeggi
4. All I Need
5. Lucky
6. Nude
7. Morning Bell
8. ۲ + ۲ = ۵
9. A Wolf at the Door
10. Videotape
11. (Nice Dream)
12. The Gloaming
13. Reckoner
14. Exit Music (For a Film)
15. Bangers + Mash
16. Bodysnatchers (song)|Bodysnatchers
17. Idioteque
18. Pyramid Song
19. These Are My Twisted Words
20. Airbag
21. The National Anthem
22. How to Disappear Completely
23. The Bends
24. True Love Waits
25. Everything in Its Right Place